# Ion Emil Brückner
Ion Emil Brückner (n. 2 aprilie 1912, București – d. 8 aprilie 1980, București) a fost un medic român, membru titular al Academiei Române.

## Distincții
A fost decorat în 8 aprilie 1970 cu Ordinul Meritul Sanitar clasa I „pentru merite deosebite în domeniul ocrotirii sănătății populației din țara noastră”.